# Grande Prêmio de Singapura de 2022
O Grande Prêmio de Singapura de 2022 (formalmente denominado Formula 1 Singapore Airlines Singapore Grand Prix 2022) Foi a décima sétima etapa do Campeonato Mundial de Fórmula 1 de 2022. Disputado em 2 de outubro de 2022 no Circuito Urbano de Marina Bay, em Singapura. 

## Resultados

#### Treino classificatório
| Pos.                | No. | Driver           | Constructor           | Qualifying times | Qualifying times | Qualifying times | Final grid |
| Pos.                | No. | Driver           | Constructor           | Q1               | Q2               | Q3               | Final grid |
| ------------------- | --- | ---------------- | --------------------- | ---------------- | ---------------- | ---------------- | ---------- |
| 1                   | 16  | Charles Leclerc  | Ferrari               | 1:54.129         | 1:52.343         | 1:49.412         | 1          |
| 2                   | 11  | Sergio Pérez     | Red Bull Racing-RBPT  | 1:54.404         | 1:52.818         | 1:49.434         | 2          |
| 3                   | 44  | Lewis Hamilton   | Mercedes              | 1:53.161         | 1:52.691         | 1:49.466         | 3          |
| 4                   | 55  | Carlos Sainz Jr. | Ferrari               | 1:54.559         | 1:53.219         | 1:49.583         | 4          |
| 5                   | 14  | Fernando Alonso  | Alpine-Renault        | 1:55.360         | 1:53.127         | 1:49.966         | 5          |
| 6                   | 4   | Lando Norris     | McLaren-Mercedes      | 1:55.914         | 1:53.942         | 1:50.584         | 6          |
| 7                   | 10  | Pierre Gasly     | AlphaTauri-RBPT       | 1:55.606         | 1:53.546         | 1:51.211         | 7          |
| 8                   | 1   | Max Verstappen   | Red Bull Racing-RBPT  | 1:53.057         | 1:52.723         | 1:51.395         | 8          |
| 9                   | 20  | Kevin Magnussen  | Haas-Ferrari          | 1:55.103         | 1:54.006         | 1:51.573         | 9          |
| 10                  | 22  | Yuki Tsunoda     | AlphaTauri-RBPT       | 1:55.314         | 1:53.848         | 1:51.983         | 10         |
| 11                  | 63  | George Russell   | Mercedes              | 1:54.633         | 1:54.012         | N/A              | PL1        |
| 12                  | 18  | Lance Stroll     | Aston Martin-Mercedes | 1:55.629         | 1:54.211         | N/A              | 11         |
| 13                  | 47  | Mick Schumacher  | Haas-Ferrari          | 1:55.736         | 1:54.370         | N/A              | 12         |
| 14                  | 5   | Sebastian Vettel | Aston Martin-Mercedes | 1:55.602         | 1:54.380         | N/A              | 13         |
| 15                  | 24  | Zhou Guanyu      | Alfa Romeo-Ferrari    | 1:55.375         | 1:55.518         | N/A              | 14         |
| 16                  | 77  | Valtteri Bottas  | Alfa Romeo-Ferrari    | 1:56.083         | N/A              | N/A              | 15         |
| 17                  | 3   | Daniel Ricciardo | McLaren-Mercedes      | 1:56.226         | N/A              | N/A              | 16         |
| 18                  | 31  | Esteban Ocon     | Alpine-Renault        | 1:56.337         | N/A              | N/A              | 17         |
| 19                  | 23  | Alexander Albon  | Williams-Mercedes     | 1:56.985         | N/A              | N/A              | 18         |
| 20                  | 6   | Nicholas Latifi  | Williams-Mercedes     | 1:57.532         | N/A              | N/A              | 19         |
| 107% time: 2:00.971 |     |                  |                       |                  |                  |                  |            |
| Source:             |     |                  |                       |                  |                  |                  |            |

Notas
•↑1  – George Russell se classificou em 11º, mas foi obrigado a largar a corrida do final do grid por exceder sua cota de elementos da unidade de potência. Os novos elementos da unidade de potência foram alterados enquanto o carro estava em parque fechado sem a permissão do delegado técnico. Ele foi então obrigado a começar a corrida do pit lane.

### Corrida
| Pos.                                                       | No. | Driver           | Constructor           | Laps | Time/Retired       | Grid | Points |
| ---------------------------------------------------------- | --- | ---------------- | --------------------- | ---- | ------------------ | ---- | ------ |
| 1                                                          | 11  | Sergio Pérez     | Red Bull Racing-RBPT  | 59   | 2:02:20.2381       | 2    | 25     |
| 2                                                          | 16  | Charles Leclerc  | Ferrari               | 59   | +2.595             | 1    | 18     |
| 3                                                          | 55  | Carlos Sainz Jr. | Ferrari               | 59   | +10.305            | 4    | 15     |
| 4                                                          | 4   | Lando Norris     | McLaren-Mercedes      | 59   | +21.133            | 6    | 12     |
| 5                                                          | 3   | Daniel Ricciardo | McLaren-Mercedes      | 59   | +53.282            | 16   | 10     |
| 6                                                          | 18  | Lance Stroll     | Aston Martin-Mercedes | 59   | +56.330            | 11   | 8      |
| 7                                                          | 1   | Max Verstappen   | Red Bull Racing-RBPT  | 59   | +58.825            | 8    | 6      |
| 8                                                          | 5   | Sebastian Vettel | Aston Martin-Mercedes | 59   | +1:00.032          | 13   | 4      |
| 9                                                          | 44  | Lewis Hamilton   | Mercedes              | 59   | +1:01.515          | 3    | 2      |
| 10                                                         | 10  | Pierre Gasly     | AlphaTauri-RBPT       | 59   | +1:09.576          | 7    | 1      |
| 11                                                         | 77  | Valtteri Bottas  | Alfa Romeo-Ferrari    | 59   | +1:28.844          | 15   |        |
| 12                                                         | 20  | Kevin Magnussen  | Haas-Ferrari          | 59   | +1:32.610          | 9    |        |
| 13                                                         | 47  | Mick Schumacher  | Haas-Ferrari          | 58   | +1 lap             | 12   |        |
| 14                                                         | 63  | George Russell   | Mercedes              | 57   | +2 laps            | PL   |        |
| Ret                                                        | 22  | Yuki Tsunoda     | AlphaTauri-RBPT       | 34   | Acidente           | 10   |        |
| Ret                                                        | 31  | Esteban Ocon     | Alpine-Renault        | 26   | Motor              | 17   |        |
| Ret                                                        | 23  | Alexander Albon  | Williams-Mercedes     | 25   | Dano após acidente | 18   |        |
| Ret                                                        | 14  | Fernando Alonso  | Alpine-Renault        | 20   | Motor              | 5    |        |
| Ret                                                        | 6   | Nicholas Latifi  | Williams-Mercedes     | 7    | Dano após colisão  | 19   |        |
| Ret                                                        | 24  | Zhou Guanyu      | Alfa Romeo-Ferrari    | 6    | Colisão            | 14   |        |
| Fastest lap: George Russell (Mercedes) – 1:46.458 (lap 54) |     |                  |                       |      |                    |      |        |
| Source:                                                    |     |                  |                       |      |                    |      |        |

Notas
• ↑1  – Sergio Pérez recebeu uma penalidade de 5 segundos por ficar mais de dez comprimentos de carro para trás durante o safety car e permaneceu com a vitória.

## Curiosidade
- Quarta vitória de Sergio Pérez na carreira.

## Voltas na Liderança
| Nº de Voltas | Piloto       | Voltas |
| ------------ | ------------ | ------ |
| 61           | Sergio Pérez | 61     |

## 2022 DHL Fastest Pit Stop Award

### Resultado
| 1      | 1  | Max Verstappen   | Red Bull Racing-RBPT  | 2.46 | 25 |
| 2      | 63 | George Russell   | Mercedes              | 2.49 | 18 |
| 3      | 18 | Lance Stroll     | Aston Martin-Mercedes | 2.56 | 15 |
| 4      | 5  | Sebastian Vettel | Aston Martin-Mercedes | 2.65 | 12 |
| 5      | 11 | Sergio Pérez     | Red Bull Racing-RBPT  | 2.80 | 10 |
| 6      | 10 | Pierre Gasly     | AlphaTauri-RBPT       | 2.85 | 8  |
| 7      | 3  | Daniel Ricciardo | McLaren-Mercedes      | 3.11 | 6  |
| 8      | 4  | Lando Norris     | McLaren-Mercedes      | 3.30 | 4  |
| 9      | 47 | Mick Schumacher  | Haas-Ferrari          | 3.39 | 2  |
| 10     | 55 | Carlos Sainz Jr. | Ferrari               | 3.57 | 1  |
| Fonte: |    |                  |                       |      |    |

### Classificação
| Tabela do DHL Fastest Pit Stop Award \| Pos \| Construtor \| Pontos \| \| --- \| --------------------- \| ------ \| \| 1 \| Red Bull Racing-RBPT \| 444 \| \| 2 \| McLaren-Mercedes \| 321 \| \| 3 \| Ferrari \| 212 \| \| 4 \| Aston Martin-Mercedes \| 170 \| \| 5 \| Alpine-Renault \| 150 \| \| 6 \| Williams-Mercedes \| 134 \| \| 7 \| AlphaTauri-RBPT \| 128 \| \| 8 \| Mercedes \| 101 \| \| 9 \| Alfa Romeo-Ferrari \| 23 \| \| 10 \| Haas-Ferrari \| 12 \| |                       |        |
| Pos | Construtor            | Pontos |
| 1 | Red Bull Racing-RBPT  | 444    |
| 2 | McLaren-Mercedes      | 321    |
| 3 | Ferrari               | 212    |
| 4 | Aston Martin-Mercedes | 170    |
| 5 | Alpine-Renault        | 150    |
| 6 | Williams-Mercedes     | 134    |
| 7 | AlphaTauri-RBPT       | 128    |
| 8 | Mercedes              | 101    |
| 9 | Alfa Romeo-Ferrari    | 23     |
| 10 | Haas-Ferrari          | 12     |

## Tabela do Campeonato após a corrida
|         | Pos. | Driver           | Points |
| ------- | ---- | ---------------- | ------ |
|         | 1    | Max Verstappen   | 341    |
|         | 2    | Charles Leclerc  | 237    |
|         | 3    | Sergio Pérez     | 235    |
|         | 4    | George Russell   | 203    |
|         | 5    | Carlos Sainz Jr. | 202    |
| Source: |      |                  |        |

|         | Pos. | Constructor          | Points |
| ------- | ---- | -------------------- | ------ |
|         | 1    | Red Bull Racing-RBPT | 576    |
|         | 2    | Ferrari              | 439    |
|         | 3    | Mercedes             | 373    |
| 1       | 4    | McLaren-Mercedes     | 129    |
| 1       | 5    | Alpine-Renault       | 125    |
| Source: |      |                      |        |

- Notas: Apenas as cinco primeiras posições estão incluídas para ambos os conjuntos de classificação.